# Іванов Євген Леонідович
Івано́в Євге́н Леоні́дович (7 (20) березня 1916 , Київ, Київська губернія, Російська імперія  — 3 липня 1998 , Київ ) — український радянський архітектор, член Спілки архітекторів України з 1951 року.

## Біографія
Народився 7 (20) березня 1916 року в Києві, з 1931 року почав працювати на будівельних підприємствах Києва. У 1937 році поступив на архітектурний факультет Київського будівельного інституту, однак навчання перервала війна. У 1943–1944 роках — у діючій армії, учасник німецько-радянської війни, нагороджений медаллю «За відвагу».
Після демобілізації, 1945 році закінчив Київський інженерно-будівельний інститут. З 1945 року — архітектор в Київському Держбудтресті, з 1947 року — в проєктному інституті «Укрдіпропроект», пізніше — в «КиївНДІПмістобудування».

## Творчість
Автор споруд клубу ІТР у Лисичанську (у співавторстві з В. Фадєїчевим, Б. Дзбановським, 1951), житлових будинків у Запоріжжі (1949), Донецьку (1954), Києві по Рейтарській вулиці, 2 (1957), адміністративного будинку (у співавторстві з М. Сиркіним, І. Бовтиком, 1957) у Луганську, обчислювального центру Інституту економіки Держплану УРСР (у співавторстві з М. Сиркіним, Є. Єжовою, І. Сєдаком, 1963), підйомники у санаторіях Криму та Кавказу, станцій Київського метрополітену: «Університет» (1960), «Політехнічний інститут» (1963) (у співавторстві).

## Зображення

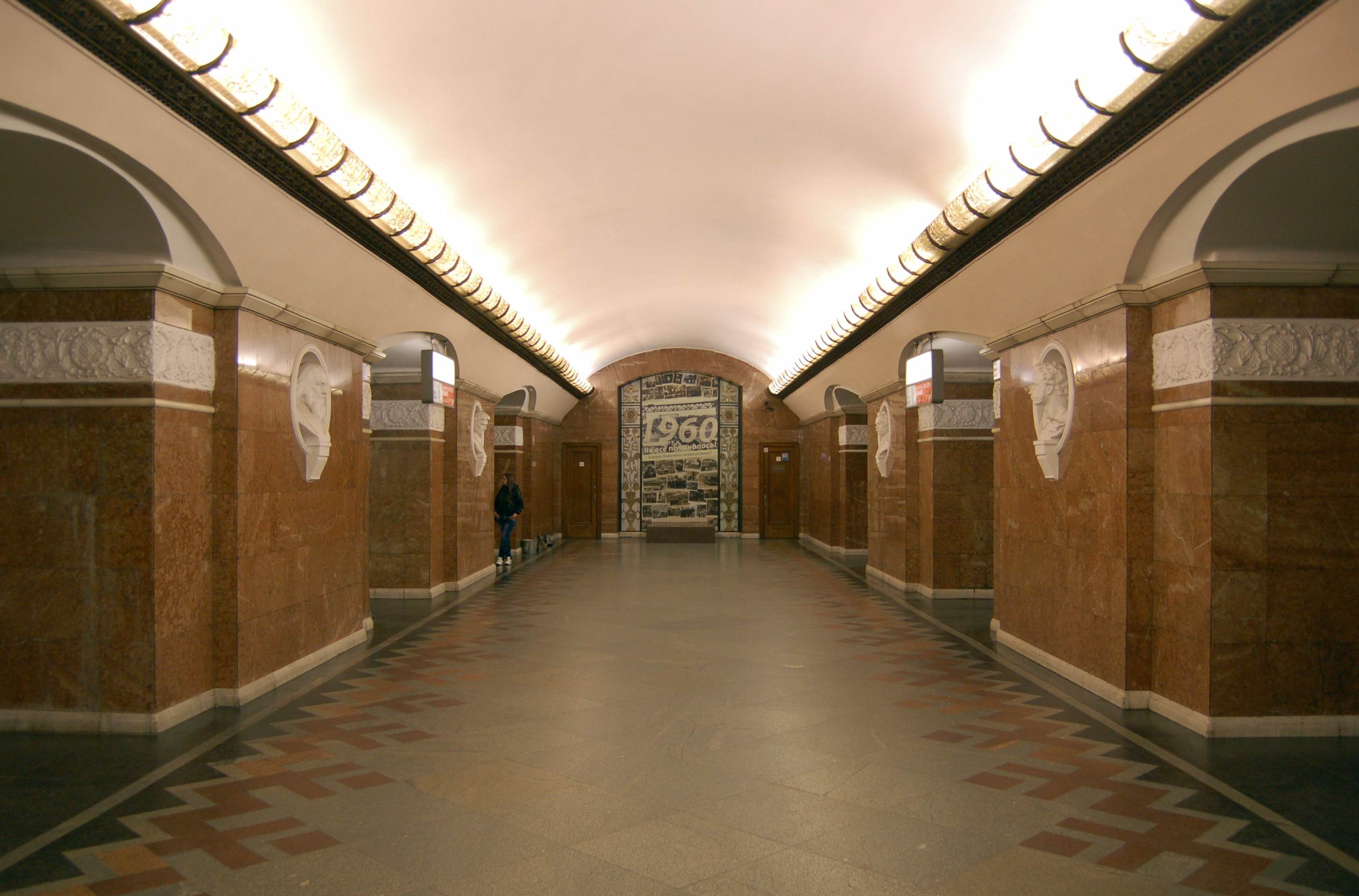
Станція метро «Університет»
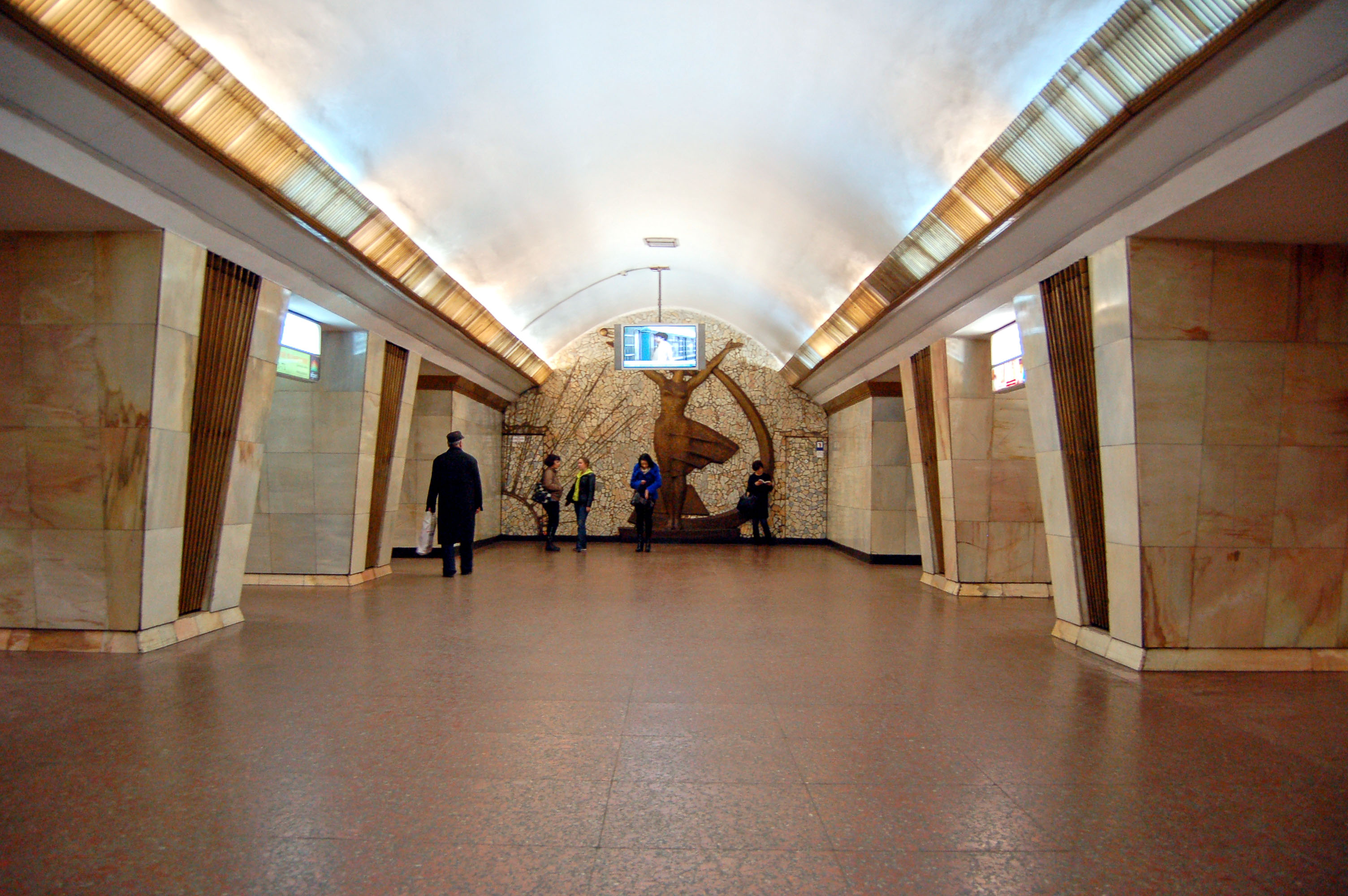
Станція метро «Політехнічний інститут»